# 宝兴糙苏
宝兴糙苏（学名：Phlomis paohsingensis）为唇形科糙苏属下的一个种。